# Asda Story

Asda Story é um MMORPG desenvolvido pela MaxOn e publicado no Brasil pela Ongame. O Open Beta do servidor brasileiro foi liberado dia 8 de Outubro de 2009. O jogo foi originalmente chamado de "miquemaque Online" no Japão e na Coreia. O serviço japonês foi encerrado em 30 de setembro de 2008 após a execução de dois anos. A distribuidora Ongame do servidor brasileiro deixou de distribuir o jogo no dia 01 de agosto de 2013 após a execução de quatro anos.

## Jogabilidade
O jogo tem um sistema chamado de soul mate onde dois jogadores podem se tornar Soul Mates. Uma novidade desse sistema é que se um Soul Mate esta offline, o jogador que estiver online poderá ajudar seu companheiro, mesmo que ele não esteja no jogo, subindo a experiência do mesmo. A experiência será guardada para o jogador que estiver offline. Soul Mates também terão acesso a habilidades especiais disponíveis somente para eles.
Os personagens também podem cavar para procurar itens, semelhante à mineração, em muitos outros jogos MMO. Escavações podem ser realizadas em qualquer lugar exceto nas cidades. Tudo o que é necessário é uma pá para cavar, que os personagens recebem logo no começo do jogo. A natureza e a qualidade dos elementos obtidos por cavar variam de acordo com o nível do personagem. Também podem ainda pescar peixes a fim de os ganhar, para completar guias e poder receber recompensas. A vara de pesca é comprada na loja de pesca ao pé que se situa ao pé de um lago junto ao Palácio da Rainha, em Rio Rein.
Personagens também podem obter títulos, que podem ser exibido acima de seus nomes. Os títulos são obtidos através da participação ou realização de atividades, quests ou apenas subindo de level. Actualmente conseguir um título, o jogador só concede a capacidade de visualização, mas existem planos para determinados títulos de concessão de outros benefícios mais tangíveis, tais como o fornecimento bônus nos status.

## História do jogo
O Mundo de Omnibus de AsdaStory foi criado quando a primeira pessoa começou a expressar suas imaginações em palavras. Com isso um novo tipo de linguagem foi criado. Em outras palavras, o 'Mundo de Omnibus' é um mundo de sonhos que foi criado pela imaginação das pessoas. Junto à criação desse mundo, Tilia, a árvore que cria vida no mundo dos sonhos e que transforma as pessoas que sonham em almas no mundo dos sonhos, teve seu primeiro botão de flor. O surgimento de Tilia foi seguido pelo nascimento de Albus, o corvo branco. Albus guiava as pessoas para o mundo dos sonhos, e era Albus quem transformava os desejos de Tilia em palavras.

Logo que o mundo dos sonhos foi criado, Tilia percebeu que precisava convidar pessoas para o mundo. Qualquer humano, desde que pudesse sonhar, poderia ser convidado para o mundo dos sonhos.
Tilia percebeu também que precisava de pessoas que pudessem controlar os sonhos para poder transformar esse mundo em um mundo mais abundante e próspero. Tilia primeiramente criou o corvo branco, Albus, para trabalhar como mensageiro e guia dessas pessoas. Tilia então convidou cinco grandes almas para enfim criar o mundo dos sonhos. Essas cinco grandes almas foram chamadas de os Cinco Lordes. Eles foram ordenados a criar os Continentes da Água, Fogo, Terra, Luz e Ar. Os mundos foram chamados de Alpeon (Terra), Inferos (Fogo), Aqueon (Água), Eris (Ar), e Luxian (Luz). O Mundo de Omnibus foi constituído através de cinco continentes elementais, que unidos formam um mundo de incontáveis imaginações e sonhos.
Depois disso o número de almas cresceu. Não apenas as pessoas nesse mundo, mas também as árvores, grama, e os sonhos cresciam com o mundo.
Tilia, a árvore do mundo dos sonhos, transformou as histórias das imaginações em jóias de vida e de alma que foram então chamadas de Sowel (jóias que possuíam a essência espiritual da vida e da alma).
As pessoas que receberam as Sowels contaram suas histórias para o povo do nosso mundo fazendo com que essas novas pessoas começassem a sonhar também e como resultado o mundo dos sonhos prosperava cada vez mais. O mundo dos sonhos crescia e prosperava sempre que as pessoas sonhavam mais e mais vezes. Assim que o mundo dos sonhos cresceu e que mais pessoas queriam ir para aquele mundo, Tilia criou Inua, um deus de dimensões. Também chamado de Deus das Portas, Inua assegurava a viagem entre as dimensões e protegia as pessoas de caírem no Oceano dos Maus Pensamentos que dividia as dimensões.
O Mundo dos Sonhos, que crescia infinitamente com a imaginação das pessoas, começou a parar de crescer quando as pessoas resolveram acreditar apenas no que elas podiam ver com seus próprios olhos. Por algum tempo, as pessoas deixaram de contar histórias sobre suas imaginações.
Histórias da imaginação foram consideradas como sem sentido, e as pessoas que ainda contavam histórias foram rotuladas de “Sonhadores”. Desde que isso começou a acontecer, as pessoas deixaram de acreditar nas histórias sobre as “Pessoas do Mundo dos Sonhos” que apareciam em seus sonhos.
As pessoas começaram a acreditar apenas no que elas podiam ver. Quanto mais o nosso mundo crescia, as pessoas acreditavam menos na imaginação e nas histórias. As pessoas queriam acreditar e falar apenas sobre o que elas podiam fazer, ver, e tocar. Assim começaram a sonhar menos fazendo com que o mundo dos sonhos parasse de crescer como antes. Foi a partir disso que o mundo dos sonhos tomou a forma de como é hoje.
Quando as pessoas do nosso mundo (mundo real) deixavam de acreditar nos deuses ao redor dos oceanos e nos impérios de ouro dos sonhos, incontáveis continentes, oceanos, dragões, gigantes, e anões realmente deixavam de existir no Mundo de Omnibus. Desde que as pessoas começaram a acreditar apenas em cinco continentes e seis oceanos, muitos continentes e oceanos no mundo dos sonhos desapareceram, ficando apenas os 5 continentes e os 6 oceanos restantes. O mundo dos sonhos não crescerá a não ser que novas imaginações sejam criadas.
Pessoas no mundo dos sonhos começaram a ficar desencorajadas em recuperar seus sonhos e ficaram com seus corações aflitos, tornando isso destrutivo e consumindo a si mesmos.
Esses problemas com os sonhos serviu para aparecer o deus da destruição Lumper, que está contra Tilia.
Impossibilitado de fazer coisas por si próprio, Lumper juntou algumas criações de Tilia e usou três de suas criações para criar os mundos da escuridão, caos, e esquecimento, nomeando eles de Opskuran, Irekal, e Oblava. Como o Mundo de Omnibus deixou de ser unificado e virou um mundo dividido pelos reinos de Tilia e Lumper, os cinco continentes foram chamados de Reino dos Contos e Reino do Fogo.

Finalmente o dia chegou. Esse foi o dia em que as pessoas do nosso mundo (mundo real) deixaram de imaginar e sonhar totalmente. O mundo dos sonhos ficou menor no período em que as pessoas não imaginavam coisas como antes. Inúmeras pessoas no mundo dos sonhos começaram a desaparecer quando as pessoas deixaram de imaginar coisas. Os reinos e cidades restantes mudaram totalmente tanto em aparência quanto em forma.
As terras e os reinos não foram as únicas coisas que mudaram. As raças do mundo dos sonhos perderam a Sowel da vida e as Sowels se tornaram demoníacas, monstros começaram a aparecer. As raças que perderam suas Sowels da vida ou que a Sowel se tornou demoníaca se tornaram monstros, e tiveram uma parte ativa na destruição do mundo dos sonhos.
À medida que o mundo dos sonhos ia sendo destruído, as pessoas no mundo real perdiam o poder da imaginação. Quando o mundo dos sonhos for completamente destruído, a imaginação no mundo do real deixará de existir também.
Algumas pessoas do mundo dos sonhos começaram a pedir para as pessoas do nosso mundo para parar com a destruição do mundo de sonhos.
Foi quando 'Nihil' apareceu. Acredita-se que a primeira aparição de Nihil foi sobre a delicada fronteira entre o mundo criado por Tilia e o mundo criado por Lumper. Nihil significa "aquele que não existe". Incluindo os seus homens, ninguém nunca o viu em pessoa, mas ele era muito poderoso.
Quando Nihil apareceu pela primeira vez, Lumper o odiou, apesar do fato de que eles eram parecidos. Nihil odiava o mundo de Lumper então Tilia o quis para a revolta.
Ele queria destruir aquele mundo completamente, e levou um poderoso exército para destruir o primeiro Lorde de Lumper e destruir o Reino do Fogo. Lumper ordenou que seus seguidores e que os Lordes da Escuridão, Caos e Esquecimento que derrotassem Nihil.
No entanto, nenhum dos três Lordes de Lumper teve chances contra Nihil. Os seguidores de Lumper foram bons em destruir coisas, em vez de criar coisas, mas eles foram derrotados na batalha contra o poderoso Nihil. Quando eles foram derrotados, Nihil os dividiu pela metade e formou seis Lordes para servi-lo.
No entanto, o poder de Nihil começou a diminuir depois que ele derrotou Lumper. O fato estranho é que sempre que vence uma batalha, Nihil enfraquece. Finalmente Nihil decidiu se esconder do mundo novamente e criou o Senhor do Medo Omnidecron ,nomeado para representá-lo.
O desaparecimento de nihil foi logo de conhecimento de todos no mundo dos sonhos. Aproveitando essa oportunidade, os grandes Lordes de Tilia se preparam para enfrentar a escura estrada para batalha contra as forças negras de Nihil que ameaçou aniquilar a existência da vida e da criação, denominando a de "Estrada da Mente". Guerreiros do Reino dos Sonhos começaram a ter esperanças de que quem chegar ao fim da estrada poderá proteger o mundo no final.
Enquanto isso, o exército de Nihil se tornou o Exército de Decron, um feito de Omnidecron. Omnidecron na verdade tem um corpo e era uma existência temerosa que fez o exército ficar ainda mais poderoso. A segunda invasão é realizada. Omnidecron e seus seguidores começam um ataque ao Reino dos Contos de Tilia. Ao mesmo tempo, Omnidecron mandou seus homens invadirem os cinco continentes. A Estrada da Mente criada por Tilia e cinco Senhores não foi suficiente para deter o exército de Decron. Guerreiros e os Cinco Senhores armados com a Estrada da Mente lutaram com suas vidas, mas o Reino dos Contos estava a beira da destruição.
Foi quando Lumper apareceu com seu novo exército para atacar o exército de Decron pelas costas. Essa força aliada acabou por afastar o exército de Decron, mas Omnidecron planejou quebrar o Pilar dos Cinco Elementos e Criação, e roubar uma parte dele. Para piorar as coisas, o poder maligno de Omnidecron espalhou por todo Reino dos Contos, e começou a contaminar cidadãos do Reino dos Contos.

Depois da invasão de Omnidecron, Tilia e Lumper chegaram a um acordo. Eles concordaram que deveriam unir as forças da Estrada da mente com o poder de Lumper para confrontar o Exército de Decron.
Agora os guerreiros podem treinar usando os cinco elementos de criação, assim como o poder de destruição de Lumper. Isso foi chamado de “Caminho do Guerreiro”. A aparente aliança entre os Deuses da criação e da destruição está conectada ao Caminho do Guerreiro, e guerreiros indo para o Reino dos Contos começaram a se dirigir para o Caminho do Guerreiro depois de passar pela Estrada da mente.
No entanto, aqueles que se tornam verdadeiros guerreiros tiveram que escolher entre os dois deuses, já que eles nunca foram realmente aliados. Poderá o Caminho do Guerreiro parar Omnidecron e seu exército? Está nas suas mãos quem se tornará um guerreiro.

## Classes
Personagens iniciantes do nível 1 começam com a profissão básica de "principiante", não ganhando nenhum bônus de habilidade. No nível 5, os jogadores podem escolher entre 3 classes: Guerreiro, Arqueiro, Mago, para isso, basta realizar a quest que o NPC propor. Além disso, em cada classe, você poderá evoluir para o segundo , terceiro nível e quarto nível, ganhando mais bônus e habilidades da classe escolhida. Todas estas mudanças classe estão disponíveis nos níveis 10, 30, 60 e 80.
O jogador continuará a acumular experiência mesmo que chegue nesses 4 nível descritos acima, não sendo obrigado a parar de evoluir para realizar as quests.

## Evolução de Classes
Em certos níveis (10, 30, 60 e 80), os personagens podem evoluir para as seguintes profissões: Guerreiro (nível 10), Cavaleiro (Nível 30),Mestre Armeiro (nível 60), e General (nível 80). Isso para guerreiros.
Para magos, existem: Mago (nível 10), Feiticeiro (nível 30), Arquimago (nível 60) e Bruxo (nível 80);
E para arqueiros, existem: Arqueiro (nível 10), Patrulheiro (nível 30), Arqueiro Mestre (nível 60) e Mestre do Arco (nível 80).

## Status
Diferentes de outros MMORPGS, os pontos de status que o personagem ganha é distribuído automaticamente pelo próprio sistema do jogo, de acordo com o trabalho escolhido. Para melhorar o status, jogadores podem equipar itens que é possível aumentar o status escolhido.

## Skills
Cada um dos quatro postos de trabalho de primeiro nível Guerreiro, Arqueiro ou Mago têm 3 arvores de skills cada. Para obter avanços na linha de skill, é obrigatório ao jogador comprar as primeiras skills, para só então, avançar para skills mais poderosas dentro daquela linha. Geralmente, um personagem de uma classe irá normalmente escolher concentrar em uma árvore de habilidade e gastar apenas alguns pontos nas outras habilidades disponíveis para essa classe.

## Cidades
Em Asda Story há 3 cidades, são elas: Alpen, Silares e Flamio.
Silares é a mais usada para comércio devido ao grande número de players na cidade. Cada cidade pode ser dominada por uma das 3 facções (Caos, Escuridão e Luz), e o clã dominante da facção impõe imposto na cidade.

## Campos
Os campos são lugares de caça onde se pode fazer quests e também pescar, cavar, e etc.
Há vários campos em asda story divididos em 2 continentes: Alpeon e Inferno.
Cada continente possui vários mapas. Seguem os de Alpeon: Alpen (com os chefes Lobo Negro Encrenqueiro e Parasol Malvado), Rio Rein (com o chefe Viologer), Silaris (com o chefe Wiki-Golpe), Costa do Sol (com o chefe Mordecai) e Terra Conquista (com o chefe Dars). Os do Inferno: Flamio (com o chefão Escorpião de Lava), Flabis (com o chefão Flabis, o Rei do Deserto) e Floresta do Caminho de Fogo (com o chefão Kracken)e por último o pior do chefes Grim Reaper para jogadores 75+
boss do mapa ruínas da cidade abandonada inferior .

## Planalto Flammio
Planalto flammio foi adicionado no antigo lugar de flabis(provavelmente em outra parte de flammio o portal sera colocado)dominado pelos sandras esse planalto em dentro de um vulcão e o novo lar de uma criatura de fogo chamado agnes de 65 uma espécie de fogo que controla os monstros daquela região.

## Deckrom Laboratory
mapa adicionado no dia 23/08 localizado no rio rein uma dungeon para os lvl baixo possui 4 boss 2 fácil 1 moderado e  1 difícil de matar sozinho o boss é o lobo indigo gigante que chega a dropar quando derotado items hero que nem os outros boss do asda 2 como kaya,aguia e agnes

## Calabouços Instantâneos
Os Calabouços Instantâneos, também chamados de "Dungeons", são mapas diferentes que possuem maior nível de dificuldade que os outros mapas. Os monstros (mobs) possuem, geralmente, de duas até cerca de cinco barras de vida, e causam danos altíssimos nos jogadores. Porém, os pontos de experiência obtidos com eles são igualmente altos. São eles:
Palácio da Rainha (para jogadores iniciantes, de níveis 17 ao 22. Apresenta as duas "chefonas" Kaiya e Kaiya Histéria),
Castelo Xadrez (com maior dificuldade, para jogadores acima da 2ª profissão. Apresenta os dois chefes Hazard e Spade),
Vale Noturno (com mobs de níveis 32 ao 36, mas que causam danos altíssimos. Chefão: Águia Negra, que precisa ser evocada),
Montanha Flamio (com o Golem Gigantesco, La-Han. É um lugar para jogadores de níveis 50 para frente),
Deserto Estagnado (com o chefão dragão, chamado Gilgamesh. É preciso evocá-lo),
Toca do Dragão (com o gradíssimo chefão lendário, o Dragão Maligno Enkidu. Impossível ir lá sozinho) e,
Castelo do Caos (recém instalado. É uma mistura do Castelo Xadrez e do Palácio da Rainha, com mais dificuldade que todos os outros Dungeons. O chefão se chama Mago Cellan, mais difícil que o próprio Enkidu).

## Castelo Xadrez
Em outubro de 2011 no asda2 chegou a nova atualização com o mapa flabis totalmente reformulado e o castelo xadrez com mobs lvl 65 e o chefe King Spade onde os jogadores podem adquirir itens do lvl 60.

## Aqueon Update
Diferente do asda story o Asda 2 apresenta agora novos apas : Aqueon o mundo da água

## Mapas Excluídos
Estes são alguns mapas que não estão mais presentes no jogo atualmente: Palácio da Rainha Destorcido,
Castelo Xadrez Destorcido e
Vale Esquecido.

## Difrenças do Asda Story pro Asda 2
Principais destaques : Cidades novas e mundo da água Aqueon já lançado,cidades inteiras remodeladas,Sound Track do campo e da cidade mudados,cores e novos "mobs" adicionados. Atualmente, o jogo também ganhou mais níveis. O jogador agora pode chegar ao lvl 90 e, com isso, novos mapas foram adicionados e uma nova dungeon, o Labirinto.
Modificações Secundárias : Removeram a Balestra,adicionaram "sub-classes"  como : Mago de Ataque,mago de suporte,mago de cura.Guerreiro de duas mãos,guerreiro de espada e escudo e guerreiro de lança.Arqueiro de Arco,arqueiro de Besta